# Sarego
Sarego est une commune italienne située dans la province de Vicence en région Vénétie.

## Géographie
La commune s'étend sur 23,92 km2 dans la plaine du Pô, sur le versant des collines Berici, au sud-ouest de Vicence. Elle est traversée par la rivière Guà.
Elle comprend les hameaux de Meledo, Meledo Alto et Monticello di Fara.

## Administration
Sarego est la première commune à élire, le 7 mai 2012, un maire du Mouvement 5 étoiles, mouvement politique populaire participatif fondé par l'humoriste Beppe Grillo.
| Période                                  | Période  | Identité              | Étiquette           | Qualité |
| ---------------------------------------- | -------- | --------------------- | ------------------- | ------- |
| 2002                                     | 2012     | Vittorino Martelletto | Centre droit        |         |
| 2012                                     | en cours | Roberto Castiglion    | Mouvement 5 étoiles |         |
| Les données manquantes sont à compléter. |          |                       |                     |         |

## Culture et patrimoine
Meledo abrite la villa Trissino, œuvre inachevée d'Andrea Palladio dont seuls les barchesses et le colombier ont été construits, vers 1567.